# Forças Armadas Populares
Forças Armadas Populares (em francês:  Forces Armées Populaires, FAP) foram um grupo insurgente chadiano composto por seguidores de Goukouni Oueddei após o cisma com Hissène Habré em 1976. Com uma base étnica no clã Teda dos tubus da área de Tibesti no norte do Chade, foi armado pela Líbia e formou o maior componente do exército de coalizão do Governo de União Nacional de Transição (GUNT) que se opunha a Habré. As tropas das Forças Armadas Populares se rebelariam contra seus aliados líbios no final de 1986. Muitos deles foram posteriormente integrados ao exército nacional, as Forças Armadas Nacionais do Chade (FANT), e participaram da tentativa de 1987 de expulsar a Líbia do território chadiano.